# Rupfen

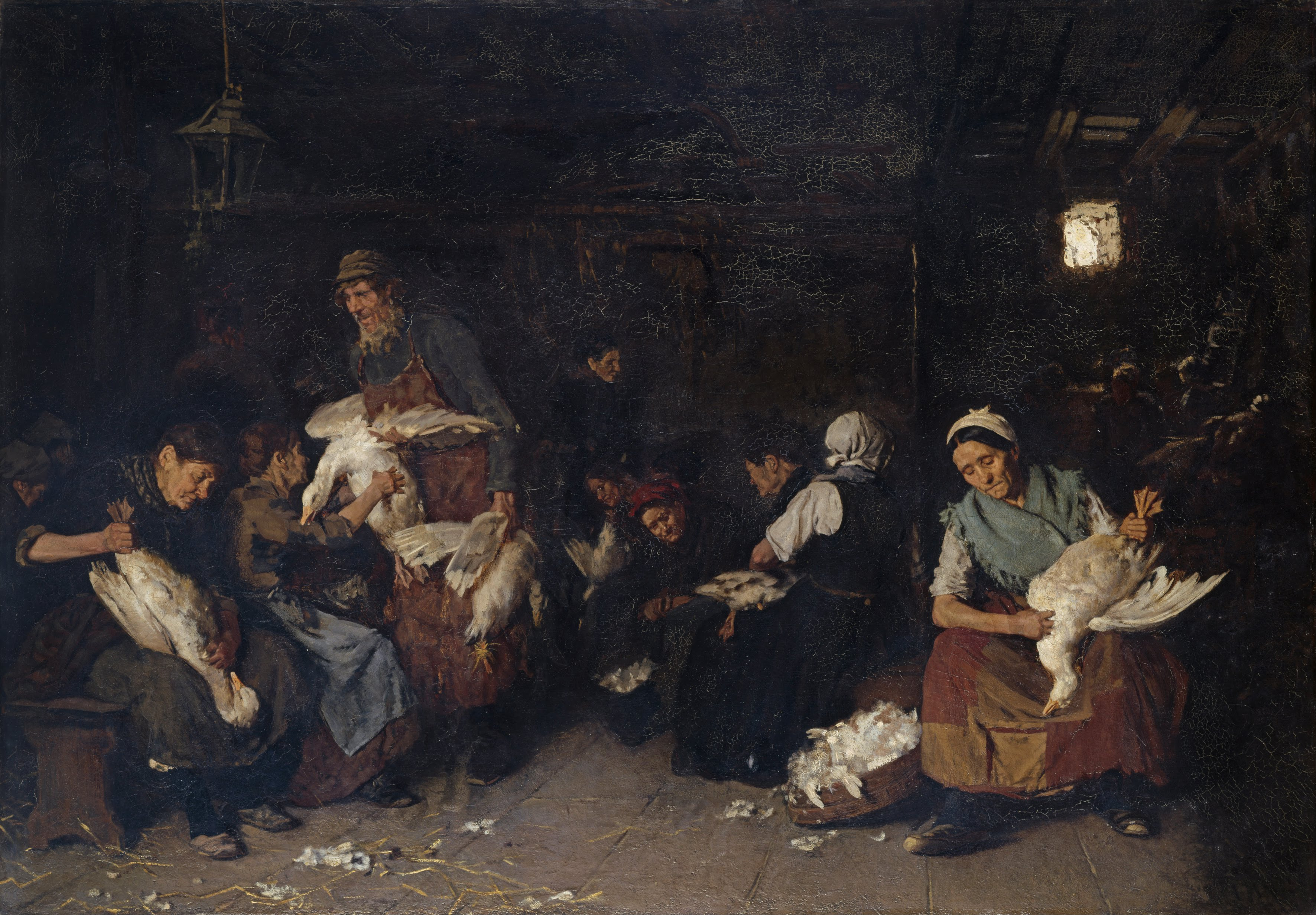
Max Liebermann: Gänserupferinnen, 1872

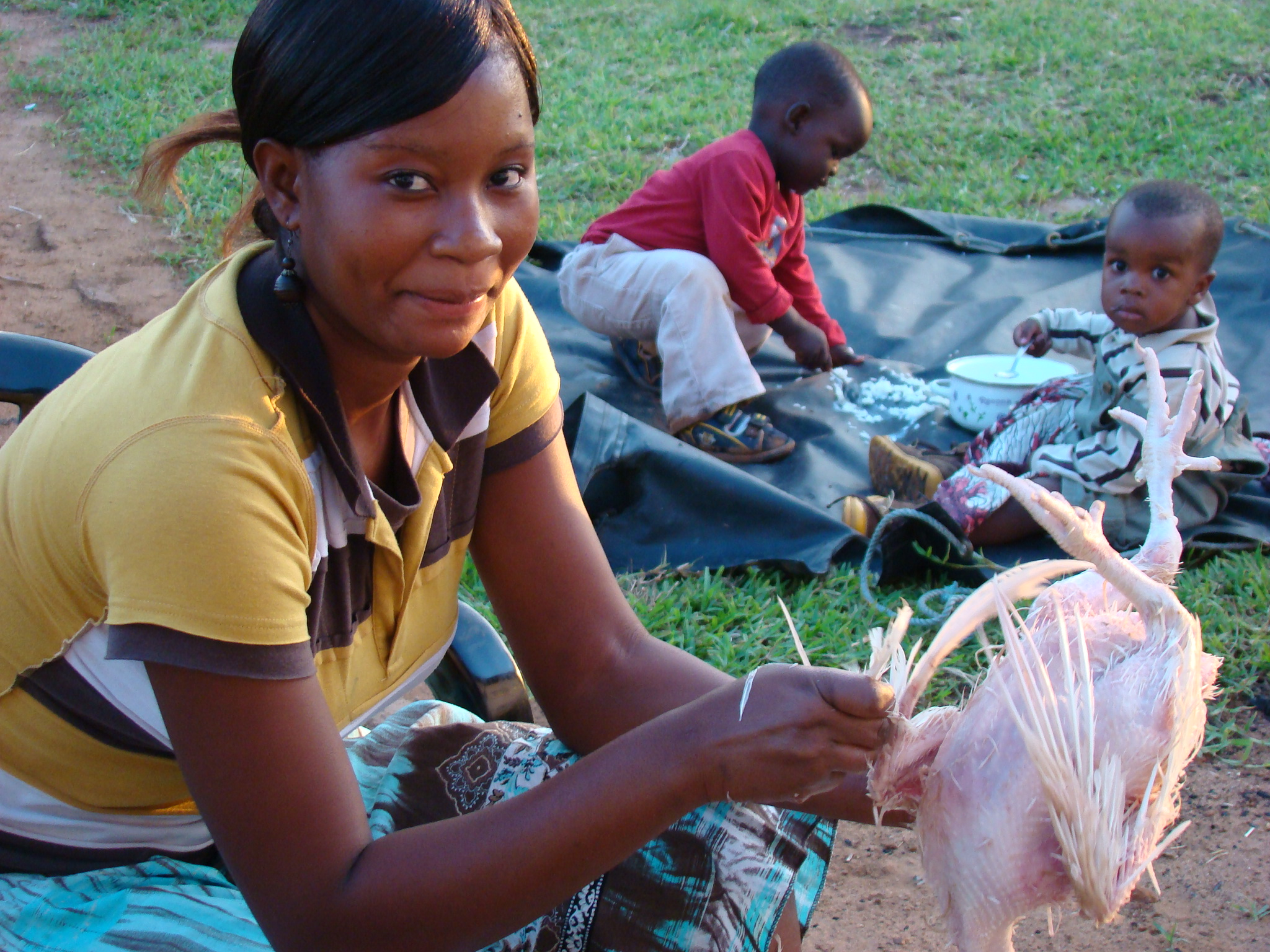
Rupfen des Geflügels in Sambia.

Als Rupfen bezeichnet man ein Vorbereitungsverfahren der Lebensmittelherstellung.
Beim Rupfen wird das Federkleid von Geflügel und Wildgeflügel entfernt, entweder von Hand oder mit einer Rupfmaschine.

## Arbeitsschritte
Vor dem Rupfen wird das Tier geschlachtet und einige Minuten lang in Wasser gebrüht. Die Wassertemperatur beträgt dabei je nach Geflügelart 55 bis 75 °C. Beim Brühen wird das Tier durchgehend bewegt, damit das heiße Wasser alle Körperteile gleichmäßig erreicht. Durch das Brühen lösen sich die Federn und lassen sich leichter entfernen. Eine höhere Wassertemperatur würde dazu führen, dass die Haut geschädigt wird und der Schlachtkörper unansehnlich wird. Sobald sich die Federn am Unterschenkel gut lösen lassen, ist es genug gebrüht.
Anschließend beginnt das eigentliche Rupfen. Dabei werden die Federn büschelweise mit der gesamten Handfläche entfernt.
Die restlichen Härchen und Federn werden durch Feuer entfernt. Das bezeichnet man als Abflammen oder Sengen.
Zum Abschluss werden die gerupften Körper heruntergekühlt, indem sie in eine Wanne mit fließendem kalten Wasser gelegt werden. Dadurch werden Blut und Federn weggespült.